# Ancillista velesiana
Ancillista velesiana (nomeada, em inglês, golden-brown ancilla, honey-banded ancilla, girdled ancilla ou agressive ancilla; cientificamente denominada Ancilla velesiana durante o século XX) é uma espécie de molusco gastrópode marinho do sudoeste do oceano Pacífico, endêmica da costa leste da Austrália (do sul do estado de Queensland até Nova Gales do Sul), classificada por Tom Iredale em 1936; pertencente à família Ancillariidae da ordem Neogastropoda - no passado, pertencente aos olivídeos.

## Descrição da concha e hábitos
Ancillista velesiana possui concha frágil e leve, ovalado-alongada, altamente brilhante em sua superfície polida e de coloração creme-alaranjada com tons castanhos e faixas espirais mais claras, com quase 7.5 centímetros de comprimento, quando bem desenvolvida; com espiral moderadamente alta, sutura (junção das voltas, em sua espiral) pouco destacada, ápice suavemente arredondado, e um canal sifonal curto. Seu lábio externo é fino e arredondado e sua abertura é ampla. Columela suavemente ondulada e terminada em uma área em branco, visível, próxima à base; com sulcos na proximidade de sua faixa castanho-alaranjada, nesta área.

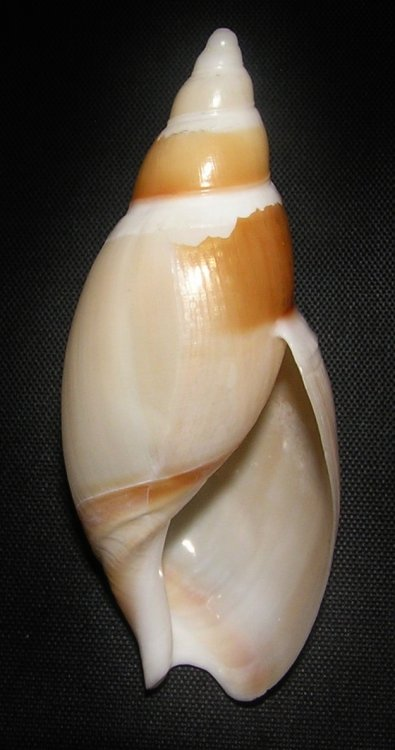
Vista inferior da concha de A. velesiana. Espécime de Queensland, Austrália.

A espécie vive na zona nerítica até os 100 metros de profundidade.

## Holótipo
O holótipo de Ancillista velesiana está depositado no Museu Australiano, em Sydney, e fora registrado por L. Jackson (Número de catálogoː C.60668); coletado ao norte de Newcastle, em Nova Gales do Sul.